# 范晓莉
范晓莉（1961年11月—），女，回族，吉林敦化人，中华人民共和国政治人物。北京第二外国语学院亚非系日语专业毕业，中国政法大学国际法学专业在职研究生学历，法学博士。

## 生平
1983年3月加入中国共产党。1983年7月参加工作。历任国家海洋局副处长、处长、副司长、巡视员；广西壮族自治区北海市市委常委、副市长，防城港市委副书记、市长，广西贸促会党组书记、会长，自治区外事办公室主任等职。2011年11月，任中共广西壮族自治区党委常委、统战部部长。2013年5月，任中共广西壮族自治区党委常委、秘书长。2016年11月，任中共广西壮族自治区党委常委、宣传部部长。2021年11月，不再担任中共广西壮族自治区党委常委、宣传部部长。2022年1月，当选为广西壮族自治区人大常委会副主任。